# Люциниды
Люцини́ды (лат. Lucinidae) — семейство морских двустворчатых моллюсков из отряда Lucinoida. Специализированные формы, чьи строение и образ жизни во много определяются наличием в клетках жабр облигатных симбионтов — сероокисляющих бактерий. Кроме хемоавтотрофии за счёт бактерий, люциниды способны дополнительно питаться частицами органики. Развитие особи проходит через стадию плавающей трохофорной личинки, причём хемосимбионты заселяют жабры только после оседания. Насчитывают свыше 300 современных видов, распространённых преимущественно в тёплых морях от приливно-отливной зоны до глубин 2500 м. Ископаемые представители известны начиная с позднего силура.

## Распространение и значение
Люциниды распространены в тропиках, где встречаются от приливной зоны до глубины около 2500 м. Они освоили чрезвычайно разнообразные среды обитания: заросли морских трав, илистый и песчаный грунт в зоне прилива, мангровые заросли, скопления морских водорослей, богатые органикой зоны ниже прилива, зоны, бедные кислородом, холодные и гидротермальные источники, зоны вблизи подводных вулканов.
Среди люцинид есть виды с крупными, красивыми, нежно окрашенными раковинами, как например Codakia tigerina, достигающая размера 12 см и обитающая в Атлантическом, Тихом и Индийском океанах. В Чёрном море известно два вида люцинид: Divaricella divaritica и Loripes lacteus. Значение люцинид велико в питании рыб, некоторые виды употребляются в пищу человеком.

## Строение

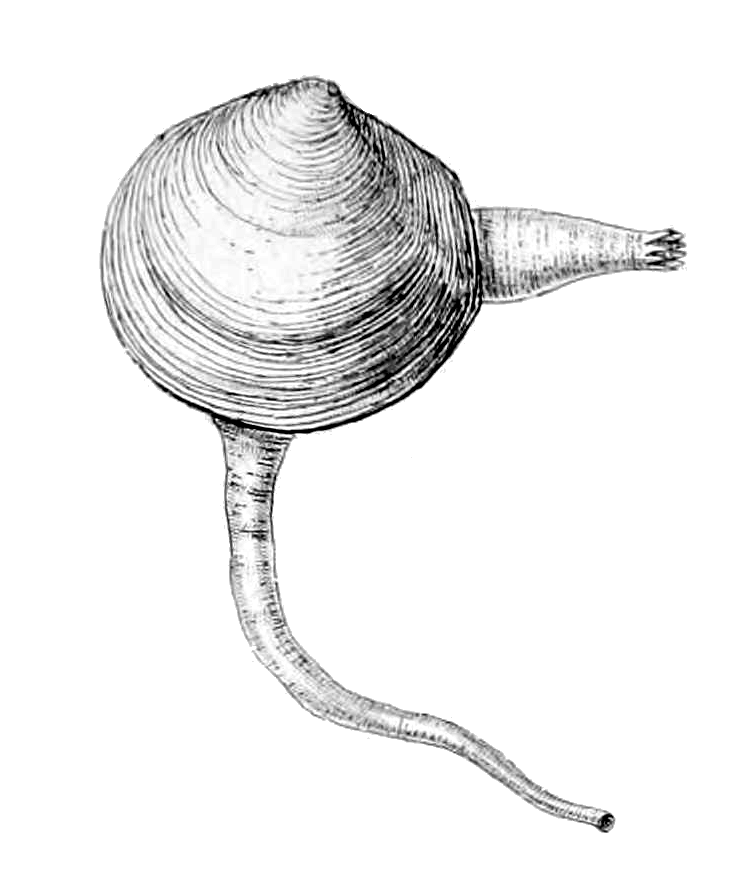
Внешний вид Loripes lucinalis с вытянутыми ногой и выводным сифоном

Большинство современных люцинид — мелкие двустворчатые моллюски c округлыми, уплощёнными с боков раковинами длиной 0,5—3 см, реже до 15 см. Рекордных размеров свыше 30 см достигали ископаемые Superlucina megameris, известные из эоценовых отложений Ямайки. Обычно раковина имеет светлую окраску, часто наружная поверхность несёт концентрические рёбра. У представителей рода Rasta периостракум раковины образует радиальные трубчатые отростки. Замок раковины с двумя кардинальными зубами. Передний мускул-замыкатель раковины обычно сильно удлинён, его отпечатки с характерным пальцевидным вентральным выростом вблизи мантийной линии. Паллиальный синус отсутствует, на внутренней поверхности раковины виден отпечаток крупного мантийного кровеносного сосуда.
Люциниды характеризуются наличием необычной для разнозубых длинной цилиндрической ноги, длина которой в вытянутом состоянии может втрое превышать длину раковины. Выводной сифон также сильно удлинён, в то время как вводной сифон недоразвит и представлен только апертурой. Функции последнего выполняет отходящая от переднего конца тела выстланная слизью трубка, которую выделяет нога; соответственно ток жидкости в мантийной полости из петлеобразного вторично становится прямым.
В связи с переходом к симбиотическому образу у люцинид претерпевает значительную редукцию пищеварительная система: ротовые лопасти уменьшены, строение желудка упрощено. Наружная ветвь ктенидиев (первичных жабр) не развита, тогда как внутренняя ветвь — крупная и массивная. Ктенидии утрачивают респираторную функцию, поскольку в клетках их филаментов локализуются анаэробные бактериальные симбионты. Дыхание осуществляется за счёт вторичных поверхностей — мантийных жабр, расположенных в мантийной полости в области под передним мускулом-замыкателем.

## Образ жизни
Моллюски этого семейства живут, зарывшись в грунт, причём раковина обычно ориентирована спинной стороной кверху, у некоторых видов вверх ориентирован передний конец тела. Как правило, сообщение с поверхностью грунта осуществляется через состоящую из слизи переднюю вводную трубку и выводной сифон; у моллюсков, обитающих непосредственно под поверхностью, (например, представителей рода Fimbria) передняя трубка может отсутствовать.
Находясь в грунте, люциниды с помощью ноги проделывают в его толще несколько вентральных каналов, ведущих в слои или островки с восстановительными условиями, откуда могут поступать необходимые для симбионтов сульфиды. Нагнетание воды в мантийную полость из этих каналов осуществляется либо благодаря работе ресничного эпителия ноги, либо за счёт работы мускулатуры ноги подобно поршневой системе.

## Симбионты
Люциниды примечательны тесным облигатным эндосимбиозом с сероокисляющими бактериями группы Proteobacteria (хемосимбиоз). Бактерии живут в клетках жаберных филаментов моллюсков и получают питательные вещества с током жидкости в мантийной полости, который организован таким образом, что богатая сульдифами вода из вентральных каналов не смешивается с богатой кислородом водой с поверхности грунта.
Морфологические и палеонтологические данные свидетельствуют о том, что эндосимбиоз люцинид с сероокисляющими бактериями очень древний, по-видимому, он руководил направлением эволюции семейства и приспособлением его представителей к определённым местам обитания. Примеры хемосимбиоза с серобактериями известны в 6 других семействах двустворчатых, однако люциниды значительно превышают их по количеству видов.

## Палеонтология
Семейство люцинид имеет древнюю историю, начавшуюся как минимум с силура. Хотя позднему палеозою относится небольшое число известных ископаемых останков люцинид, разнообразие группы значительно увеличивалось в течение всего мезозоя и достигло своего максимума в раннем кайнозое, и многие современные виды появились уже в неогене.

## Классификация
По состоянию на 2011 год в семейство Lucinidae включены 330 видов, составляющих около 90 родов. Вероятнее всего, существует ещё множество неописанных видов, большая часть которых предположительно обитает в тропических морях вдали от берега. Недавние исследования показали, что разнообразие люцинид ранее во многом недооценивалось, и за последние 10 лет было описано более 50 новых видов и около 20 родов.
Список родов люцинид приводится ниже:

| - Afrolucina Cosel, 2006 - Afrophysema Taylor & Glover, 2005 - Alucinoma Habe, 1958 - Anodontia Link, 1807 - Austriella Tenison-Woods, 1881 - Barbierella Chavan, 1938 - Bathyaustriella Glover, Taylor & Rowden, 2004 - Bathycorbis Iredale, 1930 - Bourdotia Dall, 1901 - Bretskya Glover & Taylor, 2007 - Bythosphaera Taylor & Glover, 2005 - Callucina Dall, 1901 - Cardiolucina Sacco, 1901 - Cavatidens Iredale, 1930 - Cavilinga Chavan, 1937 - Cavilucina Fischer, 1887 - Chavania Glover & Taylor, 2001 - Clathrolucina Taylor & Glover, 2013 - Codakia Scopoli, 1777 - Cryptophysema Taylor & Glover, 2005 - Ctena Mörch, 1861 - Discolucina Glover & Taylor, 2007 - Divalinga Chavan, 1951 - Divalucina Iredale, 1936 - Divaricella Martens, 1880 - Dulcina Cosel & Bouchet, 2008 - Elliptiolucina Cosel & Bouchet, 2008 - Eomiltha Cossmann, 1912 - Epicodakia Iredale, 1930 - Epidulcina Cosel & Bouchet, 2008 - Epilucina Dall, 1901 - Euanodontia Taylor & Glover, 2005 - Falsolucinoma Cosel, 1989 - Ferrocina Glover & Taylor, 2007 - Fimbria Megerle von Mühlfeld, 1811 - Funafutia Glover & Taylor, 2001 - Gibbolucina Cossmann, 1904 † - Gloverina Cosel & Bouchet, 2008 - Gonimyrtea Marwick, 1919 - Graecina Cosel, 2006 - Here Gabb, 1866 - Indoaustriella Glover, Taylor & Williams, 2008 - Joellina Cosel, 2006 - Jorgenia Taylor & Glover, 2009 - Keletistes Oliver, 1986 - Lamellolucina Taylor & Glover, 2002 | - Lamylucina Cosel, 2006 - Lepidolucina Glover & Taylor, 2007 - Leucosphaera Taylor & Glover, 2005 - Liralucina Glover & Taylor, 2007 - Loripes Poli, 1791 - Loripinus Monterosato, 1884 - Lucina Bruguière, 1797 - Lucinella Monterosato, 1884 - Lucinisca Dall, 1901 - Lucinoma Dall, 1901 - Meganodontia Bouchet & Cosel, 2004 - Megaxinus Brugnone, 1880 - Mesolinga Chavan, 1951 - Miltha H. Adams & A. Adams, 1857 - Minilucina Cosel & Bouchet, 2008 - Monitilora Iredale, 1930 - Myrtea Turton, 1822 - Myrteopsis Sacco, 1901 - Myrtina Glover & Taylor, 2007 - Neophysema Taylor & Glover, 2005 - Nevenulora Iredale, 1930 - Notomyrtea Iredale, 1924 - Parvidontia Glover & Taylor, 2007 - Parvilucina Dall, 1901 - Pegophysema Stewart, 1930 - Phacoides Gray, 1847 - Pillucina Pilsbry, 1921 - Pleurolucina Dall, 1901 - Plicolucina Glover, Taylor & Slack-Smith, 2003 - Pompholigina Dall, 1901 - Poumea Glover & Taylor, 2007 - Prophetilora Iredale, 1930 - Pseudolucinisca Chavan, 1959 - Pseudomiltha P. Fischer, 1887† - Radiolucina Britton, 1972 - Rasta Taylor & Glover, 2000 - Rostrilucina Cosel & Bouchet, 2008 - Saxolucina Stewart, 1930† - Scabrilucina Taylor & Glover, 2013 - Semelilucina Cosel & Bouchet, 2008 - Solelucina Glover & Taylor, 2007 - Stewartia Olsson & Harbison, 1953 - Taylorina Cosel & Bouchet, 2008 - Tellidorella Berry, 1963 - Tinalucina Cosel, 2006 - Troendleina Cosel & Bouchet, 2008 - Wallucina Iredale, 1930 |